# Operational Level Agreement
Operational Level Agreement, o mesmo que SLA interno, é um acordo que estabelece os planos de como vários grupos de TI em uma empresa entregarão um serviço. Esta relacionada a tecnologia da informação. São níveis de serviços internos que deverão assegurar o tempo de solução de quaisquer chamados, desde a abertura até a finalização correta do mesmo. São niveis estabelecidos com sua propria equipe técnica interna da organização.